# شهرستان لووپینگ
شهرستان لووپینگ (به لاتین: Luoping County) یک منطقهٔ مسکونی در چین است که در کوجینگ واقع شده‌است. شهرستان لووپینگ ۲٬۰۹۶ کیلومتر مربع مساحت و ۵۰۸٬۳۴۵ نفر جمعیت دارد.